# Эн (департамент)
Эн (фр. и окс. Ain, франкопров. En) — департамент на востоке Франции, один из департаментов региона Овернь — Рона — Альпы. Порядковый номер — 1. Административный центр — Бурк-ан-Брес.

## География
Площадь территории — 5762 км². Департамент расположен в междуречье Роны и Соны, на южных отрогах Юрских гор.

## История
Эн — один из первых департаментов, образованных во время Великой французской революции в марте 1790 года. Возник на территории бывших провинций Бресс, Бюже, Домб и Жекс. Название происходит от реки Эн.

## Административное деление
Департамент включает 4 округа, 23 кантона и 407 коммун:
- Округа департамента Эн
- Кантоны департамента Эн
- Коммуны департамента Эн

## Политика

### Генеральный совет
После кантональных выборов 2008 года большинством в Генеральном совете обладают левые партии. Председатель Генерального совета — Рашель Мазюир (Социалистическая партия).
Состав Генерального совета (2011—2014):
|  | Партия                    | Кол-во мест |
|  | ------------------------- | ----------- |
|  | Левые партии              | 18          |
|  | Правые партии             | 9           |
|  | Союз за народное движение | 8           |
|  | Социалистическая партия   | 7           |
|  | Партия левых радикалов    | 1           |

### Представители департамента
- Депутаты Национального Собрания Франции:
  - Первый избирательный округ — Ксавье Бретон (Союз за народное движение)
  - Второй избирательный округ — Шарль де ла Верпильер (Союз за народное движение)
  - Третий избирательный округ — Этьен Блан (Союз за народное движение)
  - Четвёртый избирательный округ — Мишель Вуазен (Союз за народное движение)
- Сенаторы:
  - Шарль Берту (Социалистическая партия)
  - Сильви Гуа-Шавен (Союз за народное движение)
  - Рашель Мазюир (Социалистическая партия)